# Blocklagerung
Als Blocklagerung bezeichnet man im Bereich der Lagerhaltung ein Warenlager, in dem stapelfähige Kisten, Kartons oder Paletten direkt – ohne Regale oder andere Vorrichtungen – übereinander und ggf. nebeneinander in Blöcken gestapelt werden. 

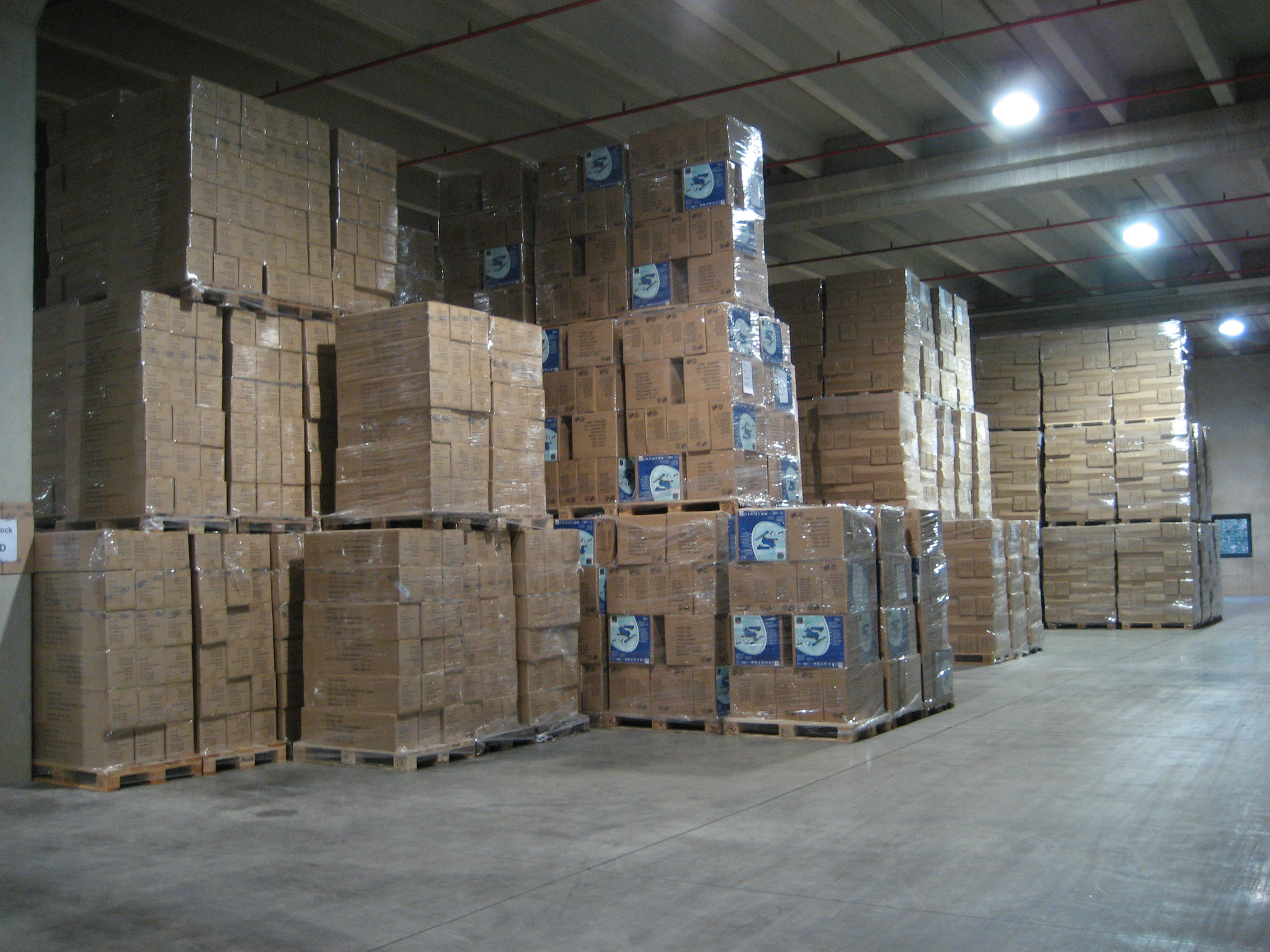
Beispiel für die Blocklagerung von palettierter Ware.

 Bei in sich stabilen und nicht druckempfindlichen Gütern (beispielsweise gestapelten Sandsäcken) genügen Paletten ohne Aufbauten. Bei instabilen und druckempfindlichen Gütern werden Aufbauten oder Boxpaletten (so genannte „Palettenboxen“) benötigt.
Typische Beispiele für Waren, die sich zur Blocklagerung eignen, sind generell stapelfähige Palettenwaren, Getränke, Fässer oder Reifen. Die Blöcke eines Lagers können wiederum in kleinere Einheiten, die Zeilen, untergliedert werden. Diese Zeilen werden in der Regel als Ordnungsmerkmal, als Lagerplatz verwendet. Blocklagerung ist geeignet für Güter mit mittlerem bis hohem Bestand je Artikel. Die Blocklagerung sollte sortenrein sein.
Blockstapelung ist variabel, da sich ein Blocklager jederzeit verändern lässt. Dadurch ist es auch relativ preisgünstig, da keine zusätzlichen Kosten für Palettenregale anfallen. Weiterhin ist der Platzbedarf bei guter Übersichtlichkeit relativ gering, es ist für Güter mit niedriger Zugriffshäufigkeit und gleichzeitig hohen Entnahmemengen geeignet. Nachteile sind ein schlechter Einzelzugriff auf ein ganz bestimmtes Gut und die Schwierigkeit, das FIFO-Prinzip zu gewährleisten.